# Episodi di Peter Punk (prima stagione)
La prima stagione della serie televisiva Peter Punk è stata trasmessa dal 19 marzo 2011 al 17 agosto 2011 in America Latina, mentre in Spagna a partire dal 20 giugno 2011 al 20 settembre 2011. In Italia è andata in onda su Disney XD dal 12 marzo 2012.
| nº | Titolo originale          | Titolo italiano                  | Prima TV America Latina | Prima TV Italia |
| -- | ------------------------- | -------------------------------- | ----------------------- | --------------- |
| 1  | Familia Punk              | La famiglia Punk                 | 19 marzo 2011           | 12 marzo 2012   |
| 2  | La Fan                    | La fan                           | 2011                    | 13 marzo 2012   |
| 3  | Zapatos rojos             | Le scarpe rosse                  | 2011                    | 21 marzo 2012   |
| 4  | Rock Bones v/s Rock Bones | I Rock Bones contro i Rock Bones | 2011                    | 19 marzo 2012   |
| 5  | La Cena                   | La cena                          | 2011                    | 14 marzo 2012   |
| 6  | Buscando a Miss P         | Il plettro portafortuna          | 2011                    | 15 marzo 2012   |
| 7  | Lola Compositora          | Il brano della discordia         | 2011                    | 16 marzo 2012   |
| 8  | Punkmorroides en Casa     | Un insegnante Punk               | 2011                    | 23 marzo 2012   |
| 9  | Mánager Suplente          | Il manager supplente             | 2011                    | 5 aprile 2012   |
| 10 | Punk helado               | Il gelato Punk                   | 2011                    | 4 aprile 2012   |
| 11 | La Nueva Rock Bones       | Una nuova entrata                | 2011                    | 28 marzo 2012   |
| 12 | Hip!Hip!Hip!              | -                                | 2011                    | 2012            |
| 13 | Cumpeaños Punk            | -                                | 2011                    | 2012            |
| 14 | Doble Cita                | Doppio appuntamento              | 2011                    | 6 aprile 2012   |
| 15 | Crimen Pop                | Un crimine pop                   | 2011                    | 26 marzo 2012   |
| 16 | Casa de Campo             | Una giornata in campagna         | 2011                    | 3 aprile 2012   |
| 17 | A cargo                   | Un incarico di responsabilità    | 2011                    | 20 marzo 2012   |
| 18 | Peter Pop                 | -                                | 17 agosto 2011          | 2012            |
| 19 | Punk Bones                | -                                | 17 agosto 2011          | 2012            |